# New Canaan
New Canaan, kommun (town) i Fairfield County, Connecticut, USA med 19 738 invånare (2010).  Den har enligt United States Census Bureau en area på 58,3 km².